# Schloss Thor

Schloss Thor im Jahr 1908

Das Schloss Thor (französisch Château Thor), auch Haus Thor genannt, ist eine Schlossanlage in Astenet, einer Ortschaft der Gemeinde Lontzen im deutschsprachigen Teil Belgiens. Ihre Wurzeln liegen im Brauhaus der Burg Astenet, an dessen Stelle das heutige Herrenhaus steht. Seinen Namen erhielt das Anwesen von seinem auffälligen Torbau, der 1733 nach Entwürfen Johann Joseph Couvens errichtet wurde.
Das Schloss wird seit 1947 – mit einigen Jahren Unterbrechung – als kleines Hotel geführt und steht seit dem 16. September 1987 unter Denkmalschutz.

## Beschreibung

### Architektur

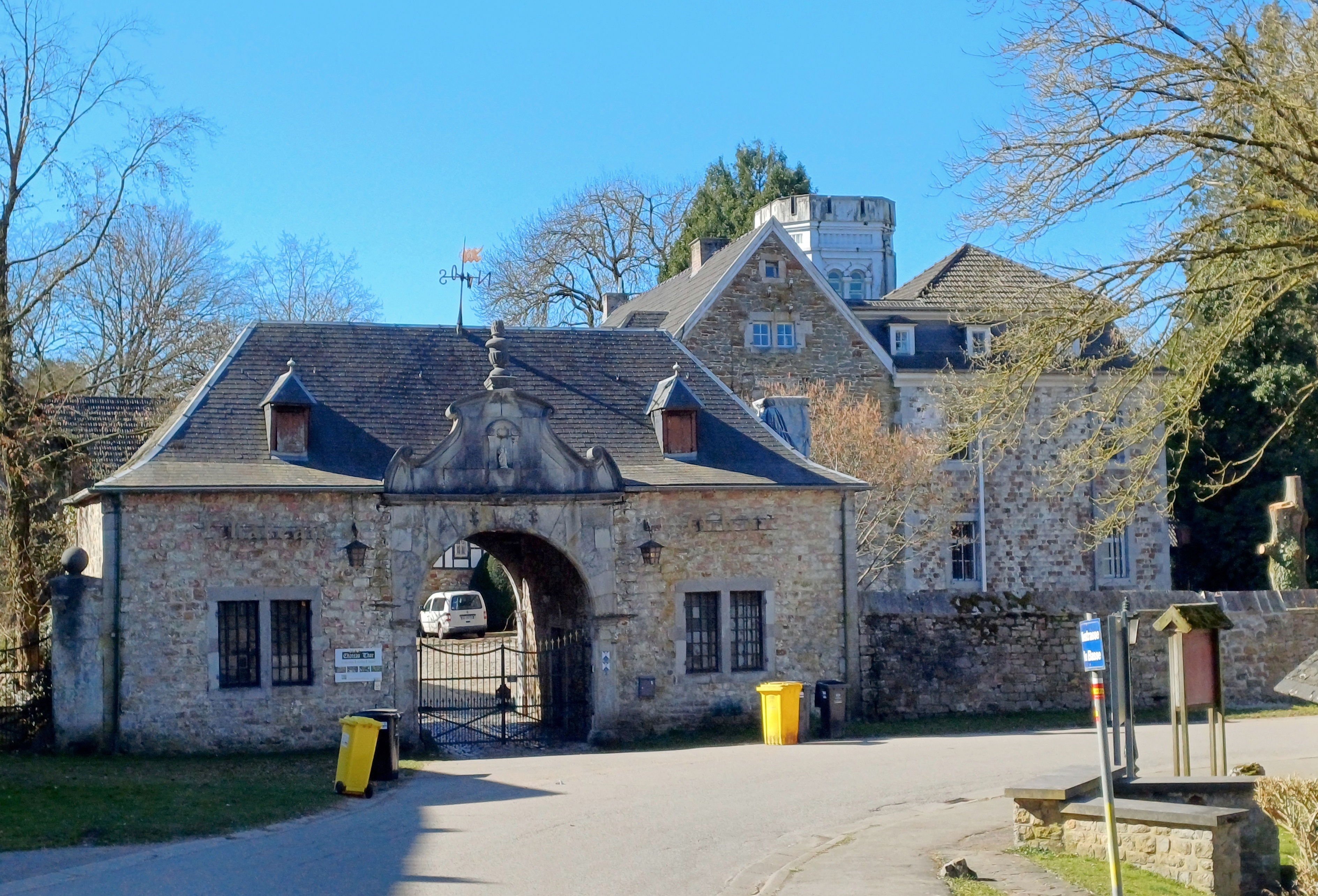
Gesamtansicht

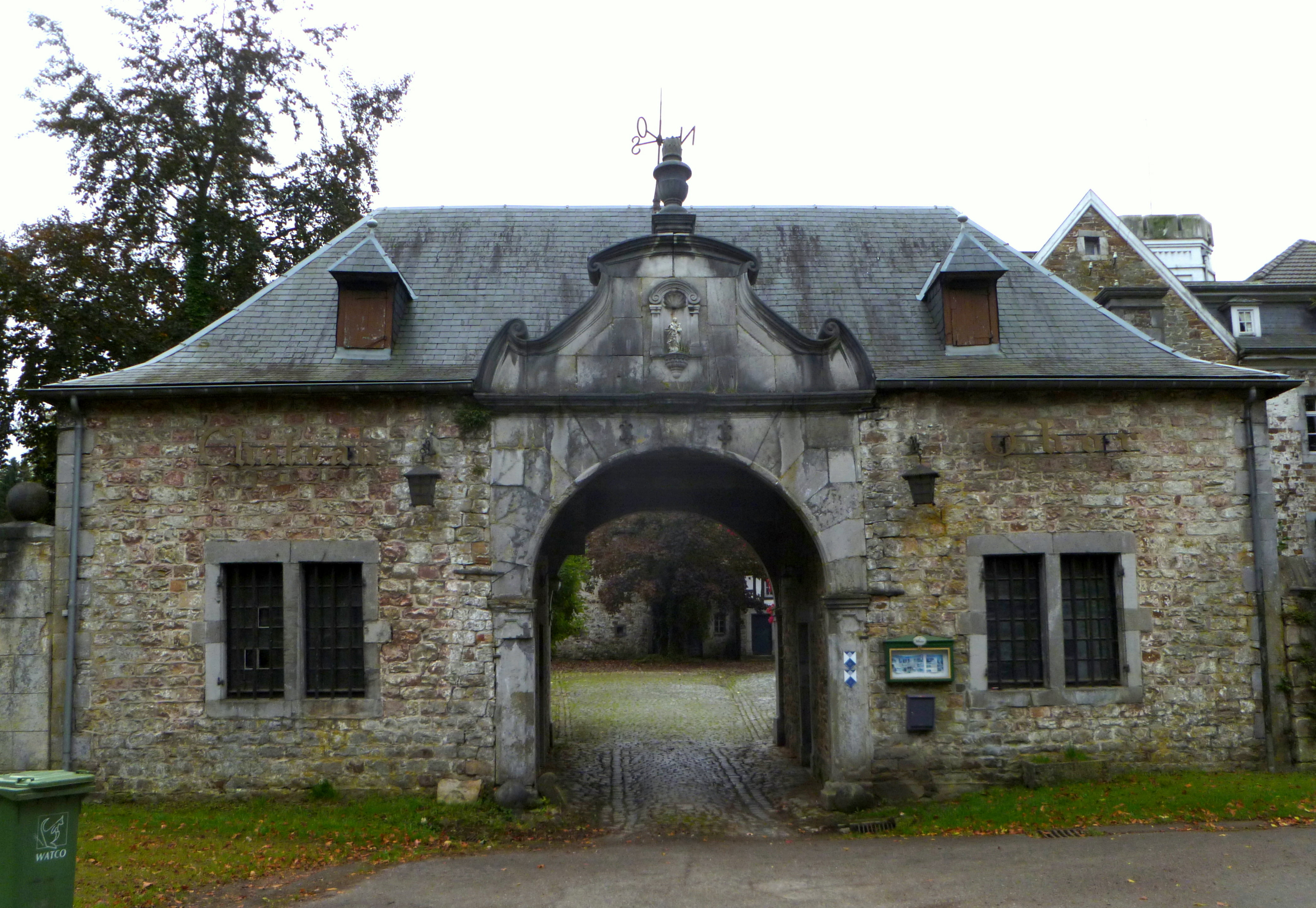
Torhaus der Anlage

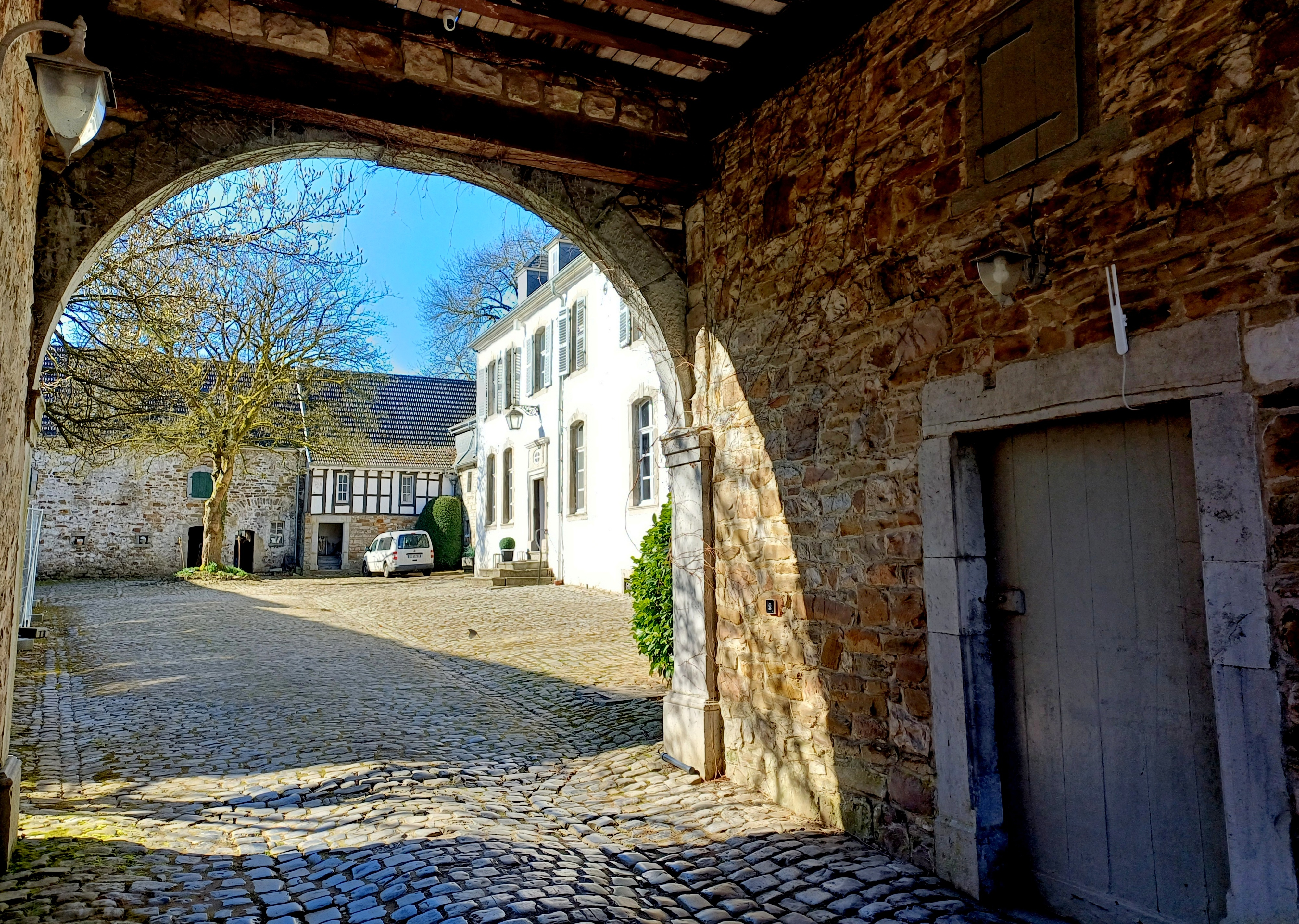
Blick in den Innenhof mit Herrenhaus

Das Schloss ist eine dreiflügelige Anlage, deren Gebäude sich um einen kopfsteingepflasterten Innenhof gruppieren. Zugang gewährt ein eingeschossiger Torbau aus Sand- und Blausteinbruchstein mit Eckquaderung an der Nordostseite des Anwesens. Er zeigt an der Außenseite gekoppelte Rechteckfenster mit Vergitterung und ist von einem Walmdach mit Schieferdeckung abgeschlossen. Auf der Mitte des Firstes steht eine Wetterfahne mit den Buchstaben D und L (Doktor Lambertz). Der Keilstein der rundbogigen Toreinfahrt zeigt die Jahreszahl 1733 und das Wappen der Familie Heyendal. Die Einfahrt wird von einem barocken Volutengiebel abgeschlossen, in dessen muschelförmiger Nische eine Madonnenstatue mit Kind steht. Der Giebel ist von einem Flammentopf bekrönt. Zu beiden Seiten der Rundbogeneinfahrt stehen zwei kugelförmige Prellsteine. Der hofseitige Keilstein der Toreinfahrt zeigt die Jahreszahl 1732 und die Inschrift sit nomine / Domini / Bene / dictum (deutsch Der Name des Herrn sei gepriesen).
Den nördlichen Teil des westlichen Schlossflügels nimmt das Herrenhaus ein. Dabei handelt es sich um ein weiß getünchtes Gebäude mit zwei Geschossen aus Bruchsteinmauerwerk, die von einem ziegelgedeckten Satteldach abgeschlossen sind. Durch Maueranker ist der Bau auf das Jahr 1700 datierbar. Die hofseitigen Stichbogenfenster besitzen eine Rahmung aus Blaustein mit abschließendem Keilstein. Eine kleine, dreistufige Treppe führt zur mittig liegenden Eingangstür, über deren Sturz sich ein Ochsenauge in einer großen Blausteinplatte befindet. Im Erdgeschoss des Gebäudes finden sich einige Kragsteine, die vermutlich noch vom Vorgängerbau des heutigen Hauses stammen.
In westlicher Richtung schließt sich dem Herrenhaus an dessen Gartenseite der sogenannte Gartenflügel an, ein zweigeschossiger Anbau mit Mansarddach aus dem Jahr 1738, der durch einen Schlussstein über einer Tür datiert werden kann. Im Winkel dieses Anbaus und des Herrenhauses steht ein dreigeschossiger Vierecksturm mit Zinnenkranz und rundbogigen Zwillingsfenstern. Die beiden unteren Stockwerke des Turms stammen ebenfalls aus dem Jahr 1738, das oberste Geschoss samt Zinnen ist jedoch eine historistische Ergänzung aus dem 19. Jahrhundert. Südlich schließt sich dem Herrenhaus die schmale ehemalige Remise mit zwei Geschossen aus Blaubruchstein an.
Den Südflügel der Anlage bilden zum einen das sogenannte Bauernhaus und ein Teil der L-förmigen Wirtschaftsgebäude. Das Bauernhaus im Westteil des Flügels ist ein aus dem 17. Jahrhundert stammendes Wohnhaus, dessen Parterre aus Bruchstein und das Obergeschoss aus Fachwerk besteht. Den übrigen Teil des Südtrakts nehmen Ställe mit Heuböden aus der zweiten Hälfte des 18. Jahrhunderts ein. Beide Partien des Gebäudeflügels besitzen ein ziegelgedecktes Satteldach.
Der dem Herrenhaus gegenüberliegende zweigeschossige Ostflügel ist ein langgestreckter Bau vom Beginn des 18. Jahrhunderts. Seine Außenfassade zeigt im unteren Bereich Bruchsteinmauerwerk, während das Obergeschoss aus Fachwerk besteht, dessen Gefache mit Ziegelsteinen ausgemauert sind. Früher nahm dieser Teil des Schlosses Scheunen und Heuböden auf. Von letzteren zeugt heute noch eine große quadratische Heuluke im Obergeschoss. Die hofseitige Fassade dieses Flügels besteht aus Mauerwerk aus Sand- und Blaubruchstein. Der Schlussstein einer heute vermauerten, stichbogigen Wageneinfahrt zeigt die Jahreszahl 1706.

### Innenausstattung

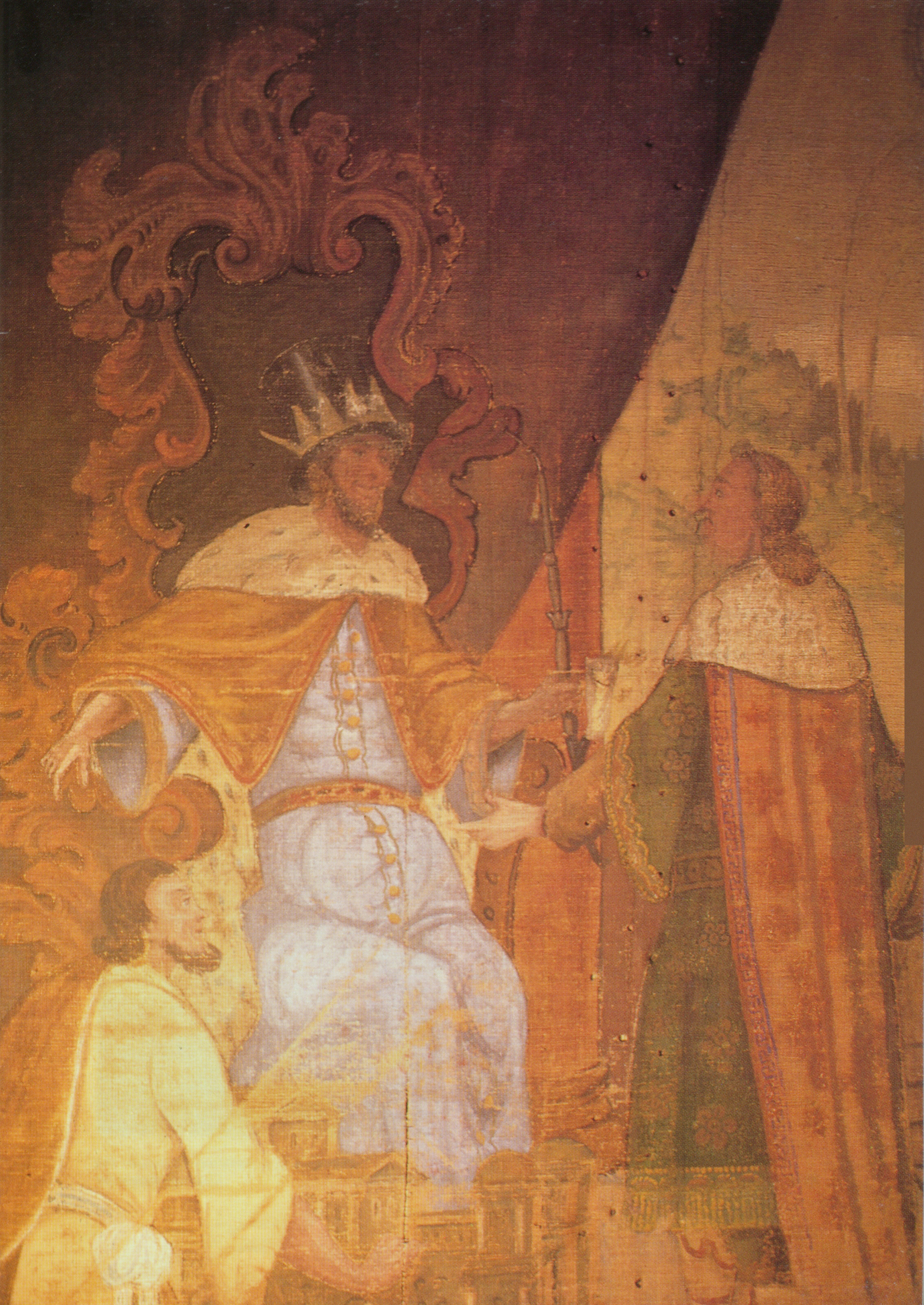
Wandmalerei im Salon

Im Inneren sind einige alte Stuckdecken und Kamine erhalten, so zum Beispiel in der 1952 profanierten Schlosskapelle und dem daneben liegenden Salon. Die Kapelle ist vertäfelt und besitzt mit Schnitzereien verzierte Eichentüren im Stil Louis-quatorze. Im Salon sind die Wände mit bemalten Tapeten bespannt, die biblische Szenen aus dem Leben König Salomos zeigen. Sie stammen aus dem 18. Jahrhundert, wurden aber im 19. Jahrhundert von Albert Baur durch humoristische Übermalungen ergänzt.

### Schlosspark
Das Ensemble ist umgeben von einem ein Hektar großen Park. In ihm steht ein Pavillon aus dem zweiten Viertel des 18. Jahrhunderts, der durch Veränderungen aber nicht mehr im Originalzustand ist. Im Park liegt südlich des Schlosses ein Weiher, bei dessen Entschlammung die Fundamente einer Burg aus dem 11. Jahrhundert gefunden wurden. Es handelt sich dabei um die Überreste der einstigen Burg Astenet.

## Geschichte
Astenet war im Mittelalter ein Stocklehen, das im 14. Jahrhundert im Besitz der Familie von Astenet war. Ihre Burg war ein massiver Wohn- und Wehrturm mit vier Ecktürmen, der Ähnlichkeit mit dem noch erhaltenen Vlattenhaus in Eynatten hatte, und stand in unmittelbarer Nähe des heutigen Schlosses im Bereich des Schlossweihers. Für seinen Schutz sorgten ein ihn umgebender Wassergraben und eine Zugbrücke. Als mit Hermann von Astenet das letzte männliche Mitglied der Familie 1416 starb, kam der Besitz an seinen Schwager Johann Scheiffart(h) von der Heyden. Bei dessen Tod teilten seine drei Söhne das Erbe unter sich auf. Der Sohn Johann erhielt den Teil mit der Burg. Die beiden anderen Söhne erhielten das Panhaus (heute Asteneter Hof) und den nahe gelegenen Mützhof. Bei Johann von der Heydens Ableben folgte ihm sein Sohn Winand 1467 als Besitzer nach. Über dessen Sohn Johann kam das Anwesen an Winands Enkelin Clara, die Johann (Jan) Molener, Hens von Astenet genannt, geheiratet hatte und ihm den Besitz am 11. April 1543 zubrachte. Für das Anwesen war noch bis in das 18. Jahrhundert deshalb auch die Bezeichnung „Hens Lehen“ gebräuchlich.
Erbe des Paars war ihr Sohn Wilhelm, der das Stocklehen Astenet aber 1598 mit seinem Bruder Winand gegen andere Höfe in Astenet tauschte. Zu jener Zeit war die alte Burg schon stark baufällig, gegen Ende des 16. Jahrhunderts stürzte der Wohnturm in sich zusammen. Winand hinterließ den Besitz seiner Frau, die ihn der Tochter Barbara aus ihrer ersten Ehe mit Nikolas Peltzer vermachte. Durch deren Heirat mit Reinard Reul kam das Anwesen an dessen Familie. Reinard ließ den ruinösen Wohnturm 1626 umbauen, vermutlich weil er mittlerweile unbewohnbar geworden war. In der Folgezeit wurde die Burg auch Reulenhaus genannt. Reinards Sohn Hubert vergrößerte den Besitz durch Landzukäufe erheblich und ist noch für das Jahr 1652 als Besitzer verbürgt. Nach seinem Tod ging das Anwesen erst an seinen Sohn Johann-Wilhelm und dann an dessen Schwester Johanna-Maria. Sie hatte Don Ambrosio de Quintana-Riva geheiratet, einen Armeekommissar in spanischen Diensten, der zwölf Morgen Land mitsamt der Burganlage und dessen Brauhaus 1698 an den auf dem Mützhof ansässigen Johann Heyendal verkaufte.
Der neue Eigentümer war Steuereinnehmer des Herzogtums Limburg und baute im Jahr 1700 anstelle des alten Brauhauses das heutige Herrenhaus des Schlosses, das nach Fertigstellung „Castel“ genannt wurde. Den Neubau hinterließ er bei seinem Tod 1717 seinen Söhnen Johann-Stephan und Heinrich. Sie erweiterten die Anlage 1733 durch einen Torbau nach Entwürfen Johann Joseph Couvens. Dieser wurde namensgebend für die Anlage, die anschließend Schloss Thor genannt wurde. Außerdem fügten die beiden Brüder dem Herrenhaus im Jahr 1738 an seiner Rückseite einen Anbau sowie einen Turm hinzu. Über Heinrichs Tochter Anna Katharina, die 1762 den aus Montzen stammenden Walter Johann Franz Birven heiratete, kam das Schloss an diese Familie. Während deren Zeit als Eigentümerin stürzte – der Überlieferung nach – 1775 der alte Wohnturm ein. Seine Steine wurden zum Bau des benachbarten Hoenʼschen Hofes genutzt. Davon zeugt noch heute ein dort erhaltener Wappenstein mit den Initialen RR (Reinard Reul).
Josephine Birven brachte Schloss Thor 1840 ihrem Mann Friedrich Lambertz aus Aachen zu. Er ließ den Turm des Herrenhauses im historistischen Stil verändern. Bei seinem Tod 1899 erbte sein Neffe Emil Lambertz, dessen Sohn Friedrich 1947 im Schloss ein kleines Hotel-Restaurant eröffnete. Für dieses wurde dem Herrenhaus 1954 an der Gartenseite eine überdachte Terrasse angefügt. Bis 1997 blieb das Schloss Eigentum der Familie Lambertz. Seit jenem Jahr gehört es der V.I.P. Euro Aestetics AG, einer Gesellschaft belgischen Rechts, die mit umfangreichen Restaurierungen begann. Zuerst wurden Arbeiten in den Innenräumen des Herrenhauses und des Bauernhauses vorgenommen. Später folgte ein neues Dach für den Südostflügel.  Im Oktober 2020 erfolgte die Umbenennung der Aktiengesellschaft in Château Thor AG.
Seit April 2023 befindet es sich in Privatbesitz und wird nach Sanierung seit April 2024 unter der Bezeichnung „Chateau Thor: Schlafen/Feiern /Tagen“ geführt. 